# プログレスMS-10
プログレスMS-10（ロシア語: Прогресс МC-10、ロシア製造番号440、NASAではプログレス71Pと呼称）は、国際宇宙ステーション（ISS）への補給のためにロスコスモスが打ち上げたプログレス補給船。この飛行はプログレス補給船の162回目の飛行である。

## 来歴
プログレスMSはプログレスMをもとに航法装置を強化した無人輸送機。この強化されたバリエーションは2015年12月21日に初めて打ち上げられた。このバージョンでは以下の強化が施されている：
- 人工衛星を展開可能な新しい外部コンパートメント。それぞれのコンパートメントは4個までの発射コンテナーを搭載することができる。プログレスMS-03で初めて搭載された。
- ドッキングおよび密閉機構の電気モーターの予備システムの追加による強化された冗長性
- 貨物コンパートメントへのパネル追加による微小隕石防護力の増強
- ロシアのルーチ中継衛星とのリンク機能によって、地上局の視野外でもテレメトリーと制御が可能に
- 地上局による軌道決定の必要なしに状況ベクトルおよび軌道パラメーターの決定を可能にするGNSS自律航法
- 宇宙ステーションとの直接無線データ交換機能によるリアルタイムの相対ナヴィゲーション
- ドッキング操作のための強化されたTV視野を可能にする新しいディジタル無線システム
- 統合コマンド・テレメトリー・システム（UCTS）によるウクライナ製のChezara Kvant-V無線システムおよびアンテナ・フィーダー・システムの置き換え
- クルスAからクルスNAディジタル・システムへの置き換え

## 打ち上げ前
当初、打ち上げは2018年2月22日の予定だった。このミッションは2017年に2018年8月に変更となった。2018年6月に打ち上げは2018年10月31日に割り当てられたが、ソユーズMS-10の事故が起きたため、2018年11月16日に延期となった。

## 打ち上げ
プログレスMS-10はソユーズFGロケットに搭載されて、2018年11月16日 18:14:08 UTCにカザフスタンのバイコヌール宇宙基地から打ち上げられた。

## ドッキング
プログレスMS-10は2018年11月18日 19:31:38 UTCに、予定通りにズヴェズダ・モジュールにドッキングした。

## 貨物
プログレスMS-10宇宙船は、国際宇宙ステーションに2,564 kgの貨物と補給物資を輸送した。
国際宇宙ステーションへの貨物の内訳は以下の通り：
- 与圧貨物：1,330 kg
- 燃料：750 kg
- 酸素と空気：75 kg
- 水：440 kg

## ドッキング解除と投棄
プログレスMS-10は2019年6月4日 08:40 UTCにドッキングを解除し、11:28 UTCに太平洋上で軌道離脱した。